# Jewgeni Wjatscheslawowitsch Moser
Jewgeni Wjatscheslawowitsch Moser (russisch Евгений Вячеславович Мозер; * 18. Mai 1993 in Omsk) ist ein russischer Eishockeyspieler, der seit Juni 2019 bei Awtomobilist Jekaterinburg in der Kontinentalen Hockey-Liga unter Vertrag steht.

## Karriere
Jewgeni Moser begann seine Karriere als Eishockeyspieler in seiner Heimatstadt in der Nachwuchsabteilung des HK Awangard Omsk, für dessen Profimannschaft er in der Saison 2012/13 sein Debüt in der Kontinentalen Hockey-Liga gab. Parallel kam er zudem für dessen Juniorenmannschaft Omskje Jastrebi in der multinationalen Nachwuchsliga Molodjoschnaja Chokkeinaja Liga zum Einsatz.
Ab Januar 2014 spielte Moser beim HC Pardubice in der tschechischen Extraliga. Im Sommer 2014 kehrte Moser zum HK Awangard zurück und sammelte in der Folge 10 Scorerpunkte in 32 KHL-Partien, ehe er im Dezember 2014 zusammen mit Waleri Wassiljew gegen Wadim Wladimirowitsch Chomizki von Torpedo Nischni Nowgorod eingetauscht wurde. Bei Torpedo stand Moser bis zum Ende der Saison 2017/18 unter Vertrag und konnte in dieser Zeit jedes Spieljahr seine Scorerstatistiken leicht steigern. Im Mai 2018 wurde Moser gegen Dmitri Markowin vom HK Dynamo Moskau eingetauscht.

### International
Für Russland nahm Moser an der U20-Junioren-Weltmeisterschaft 2013 teil, bei der er mit seiner Mannschaft die Bronzemedaille gewann.

## Erfolge und Auszeichnungen
- 2013 Bronzemedaille bei der U20-Junioren-Weltmeisterschaft